# رامین حاتمی
رامین حاتمی (زاده ۱۳۴۷ مسجدسلیمان) مدیر اجرایی ایرانی است، که هم‌اکنون به‌عنوان مدیر برنامه‌ریزی تلفیقی شرکت ملی نفت ایران فعالیت می‌کند. وی در فاصله سال‌های ۱۳۹۶ تا ۱۴۰۱ مدیرعامل و نایب رئیس هیئت مدیره شرکت نفت مناطق مرکزی ایران بود.
حاتمی دانش‌آموخته کارشناسی مهندسی شیمی و کارشناسی ارشد مهندسی مخازن از دانشگاه صنعت نفت است و فعالیت در صنایع نفت و گاز را از سال ۱۳۷۱ در شرکت ملی مناطق نفت‌خیز جنوب آغاز کرد. وی در فاصله سال‌های ۱۳۸۹ تا ۱۳۹۱ مدیر عملیات شرکت نفت و گاز مارون بود و از سال ۱۳۹۱ تا ۱۳۹۳ به‌عنوان مدیر تولید شرکت ملی مناطق نفت‌خیز جنوب فعالیت می‌کرد. حاتمی در فاصله سالهای ۱۳۹۳ تا ۱۳۹۵ مدیریت عملیات و تولید شرکت نفت و گاز اروندان را برعهده داشت و از سال ۱۳۹۵ تا ابتدای ۱۳۹۶ مدیر مهندسی‌وساختمان شرکت ملی مناطق نفت‌خیز جنوب بود.